# Nass (singolo)
Nass è un singolo del cantante tedesco Till Lindemann, pubblicato il 29 settembre 2023 come secondo estratto dal primo album in studio Zunge.

## Video musicale
In concomitanza con il lancio del singolo, l'artista ha diffuso sul suo canale YouTube il cortometraggio NSL diretto da Serghey Gray, in cui il brano è unito a Schweiss e Lecker. Nello specifico, Nass è stato girato nell'ottobre 2021 presso l'aeroporto di Mosca-Domodedovo e mostra Lindemann circondato da varie ragazze all'interno di un aereo.

## Tracce
Testi di Till Lindemann, musiche di Daniel Karelly, eccetto dove indicato.
1. Nass – 3:53
2. Schweiss – 4:01 (musica: Sky van Hoff)
3. Lecker – 3:31

## Formazione
Hanno partecipato alle registrazioni, secondo le note di copertina di Zunge:
- Till Lindemann – voce
- Daniel Karelly – strumentazione, cori aggiuntivi, produzione, missaggio
- Svante Forsbäck – mastering